# El Pozo, Tlatlauquitepec
El Pozo är en ort i Mexiko.   Den ligger i kommunen Tlatlauquitepec och delstaten Puebla, i den sydöstra delen av landet, 190 km öster om huvudstaden Mexico City. El Pozo ligger 716 meter över havet och antalet invånare är 157.
Terrängen runt El Pozo är lite bergig. Runt El Pozo är det ganska tätbefolkat, med 134 invånare per kvadratkilometer. Närmaste större samhälle är Ciudad de Tlatlauquitepec, 19,9 km söder om El Pozo. I omgivningarna runt El Pozo växer i huvudsak städsegrön lövskog.